# I/S Amagerforbrænding
Tidligere I/S Amagerforbrænding, nu A-R-C (AmagerRessourceCenter), er en virksomhed, hvis hovedopgave er at forbrænde affald fra et nærmere defineret opland til el og fjernvarme i kraftvarmeværket på det nordlige Amager. Virksomheden har dog også flere andre aktiviteter, såsom indsamling og specialbehandling af særlige affaldstyper, drift af genbrugspladser og øvrig rådgivning om affald.
Selskabet ejes af Dragør, Frederiksberg, Hvidovre, Københavns og Tårnby kommuner, der danner virksomhedens opland. Herfra vælges der efter indbyggertal et antal delegerede, hvorfra bestyrelsen udvælges. Oplandet omfatter ca. 530.000 privatpersoner og 36.000 virksomheder. Der produceres el og fjernvarme til ca. 140.000 husstande
Amagerforbrænding har tre kernefunktioner:  
Genbrug
Hvert år afleverer mere end en million kunder deres sorterede affald på en af virksomhedens ni genbrugspladser. I 2019 blev det til 101.000 ton affald. 89 procent af det blev sendt til genanvendelse, 8 procent til energiudnyttelse og 3 procent til deponi eller specialbehandling.
Energi
Husholdningsaffald og mange typer erhvervsaffald kan ikke genanvendes til at lave nye ting. Derfor bliver det brændt for at producere energi på virksomhedens energianlæg på Amager. I 2019 blev 477.000 ton affald omdannet til elektricitet og fjernvarme til 140.000 husstande. Det svarer nogenlunde til det antal, som afleverer affald til anlægget.
Det udføres af Amager Bakke som er et kombineret energianlæg og byrum med fritidsfunktioner som skiløb, klatring og bjergvandring. Det gamle værk fra 1970 ved siden af blev fjernet.
Deponi
En lille del affaldet kan hverken genanvendes eller forbrændes. Det bliver i stedet deponeret på en miljøvenlig losseplads. I 2009 blev 78.000 ton affald deponeret på AV Miljø, som Amagerforbrænding er medejer af. 
Der arbejder i alt 199 personer på Amagerforbrænding.
Virksomheden ejes af kommunerne Dragør, Frederiksberg, Hvidovre, København og Tårnby.  
Amagerforbrænding har ved ibrugtagningen af det nye anlæg skiftet navn til Amager Ressourcecenter, også forkortet A-R-C.

## Eksterne links
- Amager Ressource Centers hjemmeside
- Aktiv arkitektur

55°41′2″N 12°37′22″Ø / 55.68389°N 12.62278°Ø